# Fylke

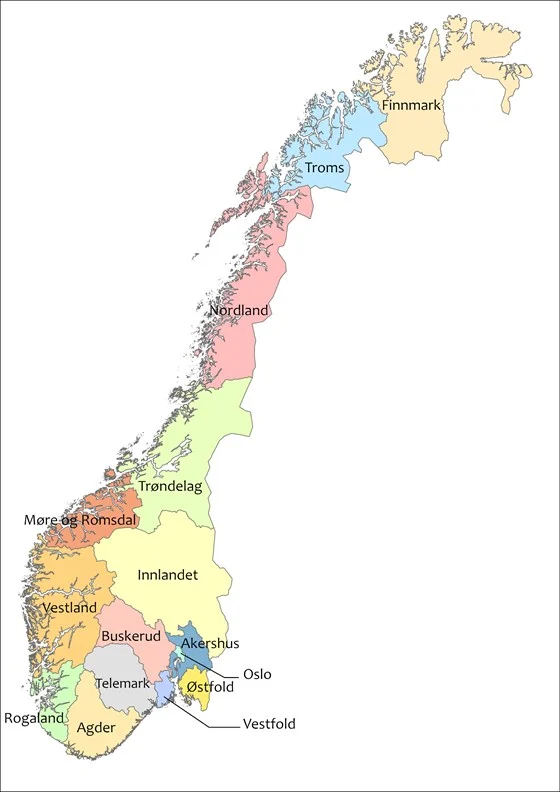
Les 15 fylker de Norvège.

Un fylke est le premier niveau de subdivision de la Norvège sur le plan administratif, et le second sur le plan géographique. Il est le plus souvent traduit en français par comté, parfois par département, district, province. Plusieurs fylker ou « fylkes » composent un landsdel, une région géographique de Norvège sans rôle administratif autonome (mais utilisé pour la planification territoriale de certaines activités sur plusieurs comtés ou fylker). De 1662 à 1919, les fylker norvégiens se nommaient amter (pluriel de amt, districts) et avaient quasiment les mêmes délimitations. Un fylke est lui-même divisé en communes (kommuner).
En 2017, le gouvernement norvégien décide la fusion de comtés pour le 1er janvier 2020, faisant passer leur nombre total de 18 à 11 (y compris le comté d'Oslo maintenu inchangé même s'il correspond à une seule commune). Il est à noter que l'intégration de Bergen au comté de Hordaland était effective depuis 1972. De même, la fusion du Nord-Trøndelag et du Sør-Trøndelag pour former le Trøndelag l'était depuis 2018.
Le 14 juin 2022, le Storting a approuvé la demande officielle de dissolution des trois comtés de Troms et Finnmark et de Viken formés en 2020, qui est entrée en vigueur le 1er janvier 2024. Les sept anciens comtés d'Akershus, Buskerud, Finnmark, Østfold, Telemark, Troms, Vestfold ont été rétablis portant le nombre de comtés de 11 à 15.

## Liste des fylkes au 1erjanvier 2024
| Localisation | Armoiries | Nom             | Centre administratif    | Population en 2025 (hab.) | Superficie (km2) | Densité (hab./km2) | Municipalités | Région (Landsel) |
| ------------ | --------- | --------------- | ----------------------- | ------------------------- | ---------------- | ------------------ | ------------- | ---------------- |
|              |           | Agder           | Kristiansand et Arendal | 322 188                   | 16 434           | 19                 | 25            | Sørlandet        |
|              |           | Akershus        | Oslo                    | 740 680                   | 4 918            | 146                | 24            | Østlandet        |
|              |           | Buskerud        | Drammen                 | 271 248                   | 14 911           | 18                 | 21            | Østlandet        |
|              |           | Finnmark        | Vadsø                   | 75 042                    | 48 631           | 1,5                | 19            | Nord-Norge       |
|              |           | Innlandet       | Hamar et Lillehammer    | 377 556                   | 52 072           | 7,1                | 46            | Østlandet        |
|              |           | Møre og Romsdal | Molde                   | 272 413                   | 14 356           | 18,6               | 26            | Vestlandet       |
|              |           | Nordland        | Bodø                    | 243 582                   | 38 155           | 6,4                | 41            | Nord-Norge       |
|              |           | Oslo            | Oslo                    | 724 290                   | 454              | 1 624,2            | 1             | Østlandet        |
|              |           | Østfold         | Sarpsborg               | 314 407                   | 4 181            | 71                 | 18            | Østlandet        |
|              |           | Rogaland        | Stavanger               | 504 496                   | 9 377            | 50,5               | 23            | Vestlandet       |
|              |           | Telemark        | Skien                   | 177 863                   | 15 296           | 11                 | 18            | Østlandet        |
|              |           | Trøndelag       | Steinkjer               | 486 815                   | 42 202           | 10,9               | 38            | Trøndelag        |
|              |           | Troms           | Tromsø                  | 170 479                   | 25 863           | 6,5                | 25            | Nord-Norge       |
|              |           | Vestfold        | Tønsberg                | 258 071                   | 2 225            | 113                | 9             | Østlandet        |
|              |           | Vestland        | Bergen et Leikanger     | 655 210                   | 33 871           | 18,6               | 43            | Vestlandet       |

## Liste des anciens fylkes
| Localisation | Armoiries | Nom              | Centre administratif | Population (hab.) | Superficie (km2) | Densité (hab./km2) | Municipalités | Région (Landsel) |
| ------------ | --------- | ---------------- | -------------------- | ----------------- | ---------------- | ------------------ | ------------- | ---------------- |
|              |           | Akershus         | Oslo                 | 523 272 (2008)    | 4 918            | 106,4              | 22            | Østlandet        |
|              |           | Aust-Agder       | Arendal              | 106 842 (2008)    | 9 157            | 11,7               | 15            | Sørlandet        |
|              |           | Buskerud         | Drammen              | 253 006 (2008)    | 10 456           | 24,2               | 21            | Østlandet        |
|              |           | Finnmark         | Vadsø                | 72 560 (2008)     | 48 618           | 1,5                | 19            | Nord-Norge       |
|              |           | Hedmark          | Hamar                | 189 586 (2008)    | 27 397           | 6,9                | 22            | Østlandet        |
|              |           | Hordaland        | Bergen               | 469 681 (2009)    | 15 460           | 30,4               | 33            | Vestlandet       |
|              |           | Møre og Romsdal  | Molde                | 247 933 (2008)    | 15 121           | 16,4               | 38            | Vestlandet       |
|              |           | Nordland         | Bodø                 | 235 124 (2008)    | 38 456           | 6,1                | 44            | Nord-Norge       |
|              |           | Oppland          | Lillehammer          | 183 851 (2008)    | 25 192           | 7,3                | 26            | Østlandet        |
|              |           | Oslo             | Oslo                 | 590 041 (2009)    | 453,99           | 1 300              | 1             | Østlandet        |
|              |           | Østfold          | Sarpsborg            | 267 039 (2008)    | 4 182            | 63,9               | 18            | Østlandet        |
|              |           | Rogaland         | Stavanger            | 420 574 (2009)    | 9 378            | 44,8               | 25            | Vestlandet       |
|              |           | Sogn og Fjordane | Leikanger            | 106 389 (2008)    | 18 623           | 5,7                | 26            | Vestlandet       |
|              |           | Telemark         | Skien                | 167 102 (2008)    | 15 299           | 10,9               | 18            | Østlandet        |
|              |           | Troms            | Tromsø               | 155 061 (2008)    | 25 877           | 6                  | 25            | Nord-Norge       |
|              |           | Trøndelag        | Steinkjer            | 414 965 (2008)    | 41 260           | 10,1               | 48            | Trøndelag        |
|              |           | Vest-Agder       | Kristiansand         | 166 976 (2008)    | 7 276            | 22,9               | 15            | Sørlandet        |
|              |           | Vestfold         | Tønsberg             | 227 798 (2008)    | 2 224            | 102,4              | 14            | Østlandet        |

## Histoire du terme
À l'époque médiévale déjà, les fylki (forme norroise du terme moderne fylker, dérivée de folk, peuple) étaient la principale, mais non l'unique, division administrative utilisée en Norvège, et ce dès avant son unification en un seul royaume. La division supérieure était la région correspondant à l'espace d'un thing (assemblée). Le terme peut aussi se traduire par « district ». Selon les cas, la taille de ces fylki et leur subdivision ou non peut varier. Chaque fylki était dirigé par un fylkir, et leur rôle était notamment lié à la levée d'hommes et de navires pour les opérations militaires, le leiðangr,.
En 1919, soit 14 ans après l'indépendance de la Norvège en 1905, ce terme historique fut réutilisé afin de remplacer celui d'amter utilisé depuis 1662, date à laquelle la Norvège était réunie au Danemark puis, de 1814 à 1905, durant la période d'union personnelle mais non structurelle de la Norvège et de la Suède en la personne du roi de Suède. Il y a souvent correspondance entre les fylker actuels et les fylki historiques, mais ce n'est pas automatiquement le cas. Un exemple en est l'Agder, domaine de Halfdan le noir, père d'Harald à la belle chevelure, aujourd'hui divisé en deux fylker de Vest-Agder et d'Aust-Agder (Agder de l'Ouest et de l'Est respectivement).